# Risskov Brynet
 For alternative betydninger, se Risskov Brynet (flertydig). (Se også artikler, som begynder med Risskov Brynet)
Risskov Brynet er en bydel i Aarhus, beliggende ca. 4 km nord for Aarhus C. Bydelen er under opførelse og vil være færdigbygget medio 2024. Bydelen indeholder erhvervslejemål som Netto og Meny, kontorbyggeri og boliger til ca. 5.000 indbyggere med samlet 129.000 kvm. bebyggelse.
AP Pension, Domis og Raundahl & Moesby står som bygherrer.
Bydelen ligger i Vejlby-Risskov.

## Historie
Området er tidligere industriområde ved Vejlby Ringvej og Gustav Holms Vej, hvor blandt andet Aarhus Sporvejes gamle garageanlæg lå, og hvoraf enkelte dele er bevaret såsom de gamle betonbuer som arkitektonisk ikon.

## Galleri
- Fra Vejlby Ringvej.
- Møllehatten.
- Møllehatten.
- Kongevellen.
- Boliger ved Kongevellen.
- Set fra Vindrosen.
- Supervillaer ved Vindrosen.
- Boliger ved Kongevellen.
- Set fra Vejlby Ringvej.
- Boligbyggeri ved Møllehatten.

## Eksterne links
- Wikimedia Commons har flere filer relateret til Risskov Brynet